# Vyšná Roveň
Vyšná Roveň je přírodní rezervace v oblasti Slovenský ráj.
Nachází se v katastrálním území obce Stratená v okrese Rožňava v Košickém kraji. Území bylo vyhlášeno či novelizováno v roce 1993 na rozloze 6,98 ha. Ochranné pásmo nebylo stanoveno.